# بولوب
بلدية بولوب (بالإسبانية: Polop)‏, هي بلدية تقع في مقاطعة اليكانتي. جنوب شرق إسبانيا. يبلغ عدد سكانها 3.636 نسمة.